# Mike McGear
Peter Michael McCartney (Liverpool, Merseyside, 7 de enero de 1944), más conocido por su nombre artístico Mike McGear, es un músico y fotógrafo británico, hermano menor de Paul McCartney.

## Biografía
Michael nació en el Walton General Hospital de Liverpool, donde su madre, Mary McCartney, había trabajado como enfermera de la maternidad. En 1962, con 18 años, al mismo tiempo que The Beatles empezaban a tener éxito, Mike comenzó a trabajar como aprendiz en una peluquería, donde fue compañero del futuro actor Lewis Collins. 

## Carrera musical
En esta época dio también comienzo a su carrera artística como miembro de The Scaffold, una banda que combinaba la comedia, la poesía y la música, y que integraba junto al poeta Roger McGough y al dibujante de cómics John Gorman. McCartney decidió entonces utilizar un nombre artístico, con el objetivo de labrarse su propia carrera artística al margen de la fama que ya estaba consiguiendo su hermano Paul. En un principio usó el nombre de "Mike Blank", pero finalmente se decidió por "Mike McGear".  Posteriormente, la banda fue fichada por el sello Parlophone.
The Scaffold publicaron numerosos sencillos de éxito en el Reino Unido entre 1966 y 1974, el más conocido de ellos fue "Lily the Pink", con el que alcanzaron el número 1 de las listas británicas en 1968. Ese mismo año publicó junto a McGough un álbum como dúo titulado McGough & McGear. The Scaffold acabaron teniendo su propio programa de televisión, por lo que su faceta musical se vio reducida y Parlophone anuló su contrato. McCartney firmó entonces con Island Records donde publicó su primer álbum en solitario, Woman en 1972 donde incluía numerosos temas escritos por McGough. The Scaffold también publicaron con Island el álbum, Fresh Liver.
The Scaffold agregaron posteriormente numerosos nuevos miembros a su formación y publicaron dos álbumes en Island Records en 1973 como Grimms (un acrónimo de Gorman-Roberts-Innes-McGear-McGough-Stanshall). McCartney dejó la formación tras la publicación del segundo álbum debido a las tensiones que surgieron entre el y uno de los poetas que había entrado en la banda.
McCartney firmó entonces con Warner Bros. Records y en 1974 publicó su segundo álbum en solitario, McGear, en el cual colaboró su hermano Paul junto a su banda Wings. Aunque se lanzaron cuatro sencillos de estas sesiones, solo "Leave It" obtuvo un éxito moderado en las listas (n.º 36 del Reino Unido). Sin embargo, uno de los temas que se grabaron, "Liverpool Lou", se convertiría en el último gran éxito de The Scaffold, que refundó ese mismo año y con los que estuvo actuando hasta 1977.
Individualmente, McCartney publicó algunos sencillos más. Su último lanzamiento, todavía con el nombre de Mike McGear, fue "No Lar Di Dar (Is Lady Di)" en 1981. Un tributo satírico a Diana de Gales, que fue publicado coincidiendo con su boda con el Príncipe Carlos.
Durante los años 80, y tras retirarse de la música, decidió volver a utilizar su apellido real.

## Carrera fotográfica
McCartney fue fotógrafo durante toda su carrera musical y continuó con la fotografía después de finalizar esa etapa profesional.  El mánager de los Beatles, Brian Epstein, lo apodó " Flash Harry " a principios de la década de 1960 porque siempre estaba tomando fotos con una pistola de flash.  Ha publicado libros de fotografías que tomó de los Beatles, y en 2008 sacó un libro de fotografías de edición limitada que tomó espontáneamente entre bastidores en los conciertos benéficos Live8 .  En 2005, McCartney estrenó y exhibió una colección de fotografías que había tomado en la década de 1960, llamada "Mike McCartney's Liverpool Life", tanto en Liverpool como en otros lugares, como el Museo Provincial de Alberta.  Además, se publicó un libro de exposición de la colección.
También realizó la fotografía de portada del álbum de 2005 de Paul McCartney Chaos and Creation in the Backyard.

## Vida personal
McCartney tiene una hermanastra, Ruth, a quien su padre Jim adoptó en 1964 cuando se casó con su madre, Angela Williams.  Mike se casó en 1968 y luego se divorció de Angela Fishwick.  Tuvieron tres hijas; Benna, Theran y Abigail Faith.  Más tarde se casó con Rowena Horne con la que tuvo tres hijos; Joshua, Max y Sonny.

## Discografía en solitario

### Sencillos
- "Woman" / "Kill" (Island WIP 6131) abril de 1972
- "Leave It" / "Sweet Baby" (Warner Bros. K 16446) septiembre de 1974 – UK #36[10]
- "Sea Breezes" / "Giving Grease a Ride" (Warner Bros. K 16520) febrero de 1975
- "Dance the Do" / "Norton" (Warner Bros. K16573) julio de 1975
- "Simply Love You" / "What Do We Really Know" (Warner Bros. K 16658) noviembre de 1975
- "Do Nothing All Day" / "A to Z" (EMI 2485) June 1976
- "All The Whales In The Ocean" / "I Juz Want What You Got – Money!" (Carrere CAR 144) mayo de 1980
- "No Lar Di Dar (Is Lady Di)" / "God Bless Our Gracious Queen" (Conn CONN 29781) julio de 1981

### Álbumes
- McGough and McGear (Parlophone PMC 7047 [mono], PCS 7047 [stereo]) [LP] 1968
- Woman (Island ILPS 9191) [LP] 1972
- McGear (Warner Bros. Records K 56051) [LP] 1974
- A Collection of Songs for the Young Homeless of Merseyside (Merseyside Accommodation Project), [CD] 1996